# IMex. México Interdisciplinario / Interdisciplinary Mexico
iMex. México Interdisciplinario / Interdisciplinary Mexico ist eine interdisziplinäre Zeitschrift, die im Jahr 2011 gegründet wurde und halbjährlich erscheint. Sie wird von Vittoria Borsò (Heinrich-Heine-Universität Düsseldorf), Frank Leinen (Heinrich-Heine-Universität Düsseldorf), Guido Rings (Anglia Ruskin University Cambridge) und Yasmin Temelli (Universität Siegen) herausgegeben und widmet sich den Mexikostudien.
Mit iMex wird das Ziel verfolgt, die überaus fruchtbare mexikanistische Forschung aus unterschiedlichen Disziplinen zu vernetzen und dabei ihre Sichtbarkeit und akademische Wirkung zu erhöhen. Im Fokus stehen dabei: Literatur- und Kulturwissenschaft, Geschichtswissenschaft, Kommunikationswissenschaft, Kunstgeschichte, Medienwissenschaft, Philosophie, Politologie, Rechtswissenschaften, Soziolinguistik, Soziologie und Wirtschaftswissenschaften.

## Zielsetzung
Der Schwerpunkt der unterschiedlichen Disziplinen, Methodologien und Perspektiven liegt auf der Erforschung der kulturellen Diversität Mexikos, sowohl in Bezug auf historische als auch hinsichtlich zeitgenössischer Phänomene, als auch auf der Untersuchung der aus diesen beiden Bereichen resultierenden Interrelationen. Die Vernetzung von verschiedenen Ansätzen umfasst ebenfalls komparative Forschungen, wie beispielsweise die Untersuchung der Beziehungen zwischen Mexiko und dem lateinamerikanischen Kontinent, den Vereinigten Staaten von Amerika, Europa und Ozeanien.

## Themen
Die Publikation bildet ein breites Spektrum des gesellschaftlichen, politischen und kulturellen Panoramas Mexikos ab. Zu diesem Zweck stützt sich iMex auf die Diskussion von aktuellen theoretischen Konzepten und zeitgenössischen philosophischen Strömungen, wobei sie zu neuen Lesarten und kritischen Diskussionen anregen möchte. Die zentralen Themen der Zeitschrift sind die Beziehungen zwischen kulturellen, literarischen, politischen, gesellschaftlichen und wirtschaftlichen Phänomenen sowie ihre Konsequenzen für Mexiko von der präkolumbischen Epoche bis in die Gegenwart.
Die halbjährlich erscheinenden Ausgaben sind jeweils einem spezifischen Thema gewidmet, wobei die einzelnen Beiträge eine Polyfonie unterschiedlicher Stimmen und Meinungen erzeugen.

## Profil
iMex ist eine frei zugängliche Onlinepublikation. Sie zeichnet sich durch zwei grundlegende Eigenschaften aus: die Veröffentlichung von Artikeln in spanischer und englischer Sprache und die Rezension von Neuerscheinungen in diesem Forschungsbereich.
Jede Ausgabe enthält ein Dossier zu einem bestimmten Thema, das eine spezifische Ausrichtung und Herangehensweise aufweist. Die Besonderheit der Publikation besteht in der Kombination ihres Profils und der Themenauswahl. Die Internetpublikation iMex hat es sich zum Ziel gesetzt, die wissenschaftlichen Forschungen im Bereich der Mexikostudien sichtbarer zu machen, indem sie sich neben Wissenschaftlern und Studierenden auch an ein breites Publikum wendet, das sich für die mexikanische Kultur und Gesellschaft interessiert.

## Freie Verfügbarkeit
Da iMex im Internet frei zugänglich ist und auch kürzlich veröffentlichte Quellen berücksichtigt, ist es möglich, eine kontinuierlich wachsende virtuelle Gemeinschaft zu bilden, sodass Forschungsergebnisse zur mexikanischen Kultur, Politik und Wirtschaft schnell und weltweit verbreitet werden können. Mit iMex ist somit eine Plattform für den internationalen wissenschaftlichen Austausch geschaffen worden.

## Ausgaben
1. Violencia(s) en México / Violence(s) in Mexico
2. Cine Chicano / Identity and Otherness in Contemporary Chicano Cinema
3. pop.Mex / Facetas de la cultura popular mexicana
4. El Arte de Gobernar / The Art of Governing
5. Mitos y Género / Myths and Gender
6. Identidades glocales en el teatro y performance mexicanos contemporáneos / Glocal identities in contemporary Mexican theatre and performance
7. Medios de comunicación, telecomunicaciones y tecnologías de la información en el México contemporáneo
8. Frontera Norte I / U.S.-Mexico Border I
9. Frontera Norte II / U.S.-Mexico Border II
10. Octavio Paz y José Revueltas. Las dos caras de México / Octavio Paz and José Revueltas
11. Nación y Nacionalismo / Nation and Nationalism
12. Negocios en México / Business in Mexico
13. Género y Sexualidad / Gender and Sexuality
14. La experiencia judía en México / The Jewish Experience in Mexico
15. Sor Juana Inés de la Cruz: identidad criolla y procesos de transculturación
16. México espectral
17. Transborder Matters. Circulaciones literarias, transformaciones culturales mexicanas y chicanas
18. Encuentros estadounidenses-mexicanos en la obra cinematográfica norteamericana contemporánea / US-Mexican Encounters in Contemporary North American Film
19. México en el mundo – el mundo en México: dinámicas de encuentros y enfoques estéticos
20. Corrupción en México en el siglo XXI
21. Narrativa criminal en(tre) México y la Argentina
22. La Ciudad de México, Palimpsesto
23. Ficción, idea y realidad del exilio antifascista en México
24. Educación en México

## Artikel
Die iMex-Artikel ermöglichen einen kontinuierlichen Publikationsmodus, da sie die gesamte Vielfalt der Möglichkeiten aufgreifen, die das Konzept „Interdisziplinäres Mexiko“ und die Ausrichtung unserer Zeitschrift erlauben. Sie erleichtern auch die Einreichung von Artikeln zu jedem Zeitpunkt des Jahres.

## Redaktion
Chefherausgeberin: Yasmin Temelli.
Herausgeber: Vittoria Borsò, Frank Leinen, Guido Rings.
Mitherausgeber: Hans Bouchard.
Redaktion: Javier Ferrer Calle, Bianca Morales García, Emiliano Garcilazo, Ana Cecilia Santos, Stephen Trinder.